# Kolokondé
Kolokondé est l'un des douze arrondissements de la commune de Djougou dans le département de la Donga au Bénin.

## Géographie
Kolokondé est situé au centre-ouest du Bénin et compte 6 villages que sont Foumbea, Gangamou, Kolokondé, Kpebouko, Tebou et Yorossonga.

## Démographie
Selon le recensement de la population de 2013 conduit par l'Institut national de la statistique et de l'analyse économique (INSAE), Kolokondé compte 28 591 habitants  .